# Hoa thức
Hoa thức hay công thức hoa là một phương tiện thể hiện cấu trúc của một hoa bằng số, chữ cái và các ký hiệu khác nhau, trình bày ngắn gọn các thông tin quan trọng về cấu tạo hoa. Nó có thể đại diện cho các loài cụ thể, hoặc dùng để mô tả các bậc phân loại cao hơn. Thông tin của hoa thức chủ yếu gồm hình dạng hoa, số lượng cơ quan của hoa và mối liên hệ giữa các thành phần trong cơ quan đó. Hoa thức là một trong hai cách mô tả cấu trúc hoa được phát triển trong thế kỷ 19, cách còn lại là hoa đồ. Hoa thức của cùng một hoa có thể được trình bày khác nhau giữa các tác giả khác nhau, nhưng họ có xu hướng truyền đạt cùng một thông tin.

## Lịch sử
Hoa thức được phát triển vào đầu thế kỷ 19. Các tác giả đầu tiên sử dụng khái niệm này là Cassel (1820) và Martius (1828). Grisebach (1854) đã sử dụng hoa thức trong sách giáo khoa của mình để mô tả đặc điểm của các họ thực vật, nêu rõ số lượng các cơ quan khác nhau của hoa, được phân tách bằng dấu phẩy và làm nổi bật sự hợp nhất của các thành phần. Sachs (1873) đã sử dụng chúng cùng với hoa đồ, ông lưu ý lợi thế của hoa thức bao gồm "kiểu chữ thông thường". Mặc dù Eichler áp dụng rộng rãi hoa đồ trong tác phẩm Blüthendiagramme của mình, ông lại sử dụng hạn chế hoa thức, chủ yếu cho các họ thực vật có hoa đơn giản. Organogenesis of Flowers (1973) của Sattler sử dụng hoa thức và hoa đồ để mô tả sự phát sinh cơ quan của 50 loài thực vật. Những cuốn sách mới hơn chứa hoa thức bao gồm Plant Systematics của Judd và cộng sự (2002) và Simpson (2010). Prenner và cộng sự đã nghĩ ra cách viết hoa thức mở rộng để tăng khả năng mô tả của khái niệm này và lập luận rằng hoa thức nên được đưa vào các mô tả chính thức trong phân loại thực vật. Ronse De Craene (2010) sử dụng một phần cách các tác giả khác viết hoa thức trong cuốn sách Floral Diagrams của mình.

## Ý nghĩa của hoa thức
Hoa thức biểu thị số lượng các cơ quan khác nhau của hoa, thường được đặt sau các chữ cái viết tắt tên cơ quan trong tiếng Anh. Chúng được sắp xếp tương ứng với sự sắp xếp của các bộ phận của hoa từ ngoài vào trong: 
| Lá bắc | Lá bắc con | Bao hoa không phân hóa hoặc đài hoa và tràng hoa | Bao hoa không phân hóa hoặc đài hoa và tràng hoa | Nhị hoa (bộ nhị) | Nhụy hoa (bộ nhụy) | Noãn     |
| ------ | ---------- | ------------------------------------------------ | ------------------------------------------------ | ---------------- | ------------------ | -------- |
| B      | Bt         | P hoặc CaCo                                      | P hoặc CaCo                                      | A                | G                  | V hoặc O |
| B      | Bt         | K hoặc Ca                                        | C hoặc Co                                        | A                | G                  | V hoặc O |

Các thành phần với nền tối hơn là ít phổ biến trên hoa thức hơn. Chữ cái "V" được sử dụng bởi Prenner và cộng sự cho số lượng noãn mỗi bầu nhụy, tiếp theo là chữ cái viết thường mô tả cách đính noãn. Đối với đài phụ, kí hiệu là chữ "k" viết thường, thường đặt trước kí hiệu "K" là đài chính.
Số lượng thành phần của cơ quan được ghi sau chữ cái, chúng có thể được viết giống như chữ cái hoặc ở dạng số nhỏ phía trên (số mũ) hoặc số nhỏ phía dưới. Nếu một cơ quan tiêu biến, số của nó được viết là "0" hoặc bị bỏ qua, trường hợp số lượng nhiều hơn 10-12, kí hiệu được dùng là "∞". Số lượng cơ quan trong một vòng cũng có thể được phân tách bằng dấu ":" khi một phần của vòng có sự khác biệt về hình thái. Các vòng của cùng một cơ quan được phân tách bằng dấu "+". Phạm vi số lượng được sử dụng nếu số lượng của thành phần hoa thay đổi, ví dụ khi hoa thức đại diện cho một đơn vị phân loại.
K3+3 - đài hoa có 6 lá đài xếp thành hai vòng, mỗi vòng 3 cánh.
A∞ - nhị hoa nhiều.
P3–12 - bao hoa có từ 3 đến 12 cánh.
Nhóm các cơ quan có thể được mô tả bằng cách viết số lượng thành phần trong nhóm dưới dạng số mũ.
A5² - 5 nhóm nhị, mỗi nhóm có 2 nhị.
Hoa thức cũng thể hiện sự liên kết của các thành phần hoa trong cùng một cơ quan hay giữa các cơ quan với nhau. Sự kết hợp này có thể thể hiện bằng cách đặt số trong một vòng tròn hoặc có biểu tượng vòng cung quanh các số, nhưng các tác giả Judd và cộng sự, Prenner và cộng sự nói rằng phương pháp này khó đạt được thông qua việc sắp chữ chuẩn.:242 Việc nối các cơ quan có thể được viết dễ dàng hơn bằng cách sử dụng dấu ngoặc đơn "(...)" nếu các thành phần của cùng một cơ quan ở trạng thái dính liền/hợp nhất với nhau. Sự kết hợp giữa các cơ quan khác nhau có thể kí hiệu bằng ngoặc vuông "[...]", cuối cùng là ngoặc nhọn "{...}".
A(5) - 5 nhị hợp.
[C(5) A5] - tràng hoa 1 vòng có 5 cánh hoa hợp, tràng dính với vòng nhị gồm 5 nhị rời.
Prenner và cộng sự đề xuất số mũ "0" cho cơ quan bị tiêu biến và số mũ "r" cho cơ quan bị tiêu giảm/lép. Ronse De Craene sử dụng ký hiệu độ "°" để thể hiện nhị lép hoặc noãn lép.
A3:2r+50 (Prenner và cộng sự) - bộ nhị gồm 2 vòng, vòng thứ nhất chứa 3 nhị và 2 nhị tiêu giảm, vòng thứ hai có 5 nhị tiêu biến.
A1+2° (Ronse De Craene) - bộ nhị gồm 2 vòng, vòng thứ nhất có 1 nhị, vòng thứ hai có 2 nhị lép.

### Vị trí bầu nhụy
Vị trí bầu nhụy được thể hiện bằng cách thêm một số kí hiệu (tùy tác giả) vào chữ cái "G". Simpson bỏ qua định dạng kí hiệu bằng cách mô tả vị trí bầu nhụy bằng lời văn. 
|                                            | Bầu trên       | Bầu dưới       | Bầu giữa       |
| ------------------------------------------ | -------------- | -------------- | -------------- |
| Prenner và cộng sự,:243 Ronse De Craene:39 | G              | Ĝ, Ğ           | -G-            |
| Sattler:xviii                              | G              | G              | G              |
| Simpson                                    | G..., bầu trên | G..., bầu dưới | G..., bầu giữa |

### Tính đối xứng
Khi mô tả tính đối xứng hoặc định hướng hoa cho toàn bộ hoa, biểu tượng tương ứng thường được đặt ở đầu công thức. Nó cũng có thể được sử dụng riêng cho các cơ quan khác nhau, đặt kí hiệu đối xứng hoặc định hướng sau chữ cái hoặc số thành phần cơ quan hoặc có thể nó không xuất hiện trong hoa thức. Tính đối xứng được mô tả bằng các ký hiệu sau: 
|                        | Đối xứng tỏa tròn | Bất đối xứng | Đối xứng hai bên                                    | Không đối xứng | Sắp xếp xoắn ốc |
| ---------------------- | ----------------- | ------------ | --------------------------------------------------- | -------------- | --------------- |
| Prenner và cộng sự:242 | *                 | ┼            | ↓, → hoặc Ø, tùy thuộc vào hướng mặt phẳng đối xứng | ∂              | Không đề cập    |
| Ronse De Craene:39     | ✶                 | ↔            | ↓, hướng mũi tên tùy theo hướng mặt phẳng đối xứng  | ↯              | ↺               |
| Sattler:xviii          | ✳                 | +            | ∙\|∙                                                | ↯              | Không đề cập    |
| Judd và cộng sự:66     | *                 | Không đề cập | X                                                   | $              | Không đề cập    |
| Subrahmanyam           | ⊕                 | Không đề cập | % (trong mặt phẳng giữa), ÷ (trong mặt phẳng bên)   | Không đề cập   | Không đề cập    |
| Rosypal                | ✳                 | ⤧            | ↓                                                   | ↯              |                 |

### Đơn tính và lưỡng tính
Tính dục của hoa có thể được kí hiệu ☿ hoặc ⚥ đối với hoa lưỡng tính, ♂ đối với hoa đực và ♀ đối với hoa cái. Các ký hiệu thường được đặt ở đầu hoa thức, sau hoặc trước ký hiệu đối xứng. Prenner và cộng sự khuyến cáo chỉ sử dụng các ký hiệu tương ứng (♀ và ♂) cho hoa đơn tính. Ronse De Craene sử dụng các từ "có nhụy" hoặc "có nhị" thay vì các ký hiệu.
Hoa thức cũng có thể kết hợp trong phân loại quả, Judd và cộng sự đặt nó ở cuối.

## Hoa đồ và hoa thức
Mỗi khái niệm trong hai khái niệm này có các ưu điểm riêng trong việc thể hiện một số thông tin. Hoa thức thể hiện bao quát hình dạng hoa, số lượng, vị trí các thành phần hoa và sự kết hợp của chúng, vị trí của bầu nhụy so với đài hoa, nhưng không cho biết tiền khai hoa, mối quan hệ giữa các cơ quan hoa hay cách đính noãn, vì vậy được bổ sung bằng hoa đồ. Prenner và cộng sự xem chúng là phương pháp bổ sung cho nhau và nói rằng chúng tạo ra một bông hoa "nhận dạng được" khi sử dụng cùng nhau.:248 Ronse De Craene cũng chấp thuận việc sử dụng kết hợp cả hai để mô tả hoa.:xiii

Mặt cắt dọc, hoa đồ và hoa thức ở họ Lúa (Poaceae)
Chú thích: (1) mày không chứa hoa (glume), (2) mày ngoài, mày dưới (lemma), (3) râu, tua (awn), (4) lá trấu trong, mày hoa trong (palea), (5) mày cực nhỏ (lodicule), (6) nhị hoa (stamen), (7) bầu nhụy (ovary), (8) vòi nhụy (style)

## Ví dụ
↯ K3 [C3 A1°–3°+½:2°] Ğ(3):39 - hoa thức của Canna edulis; hoa hoàn toàn không đối xứng; đài hoa có 1 vòng gồm 3 cánh rời; tràng hoa gồm 3 cánh rời nối với bộ nhị gồm 2 vòng, vòng ngoài chứa 1–3 nhị đều lép, rời, vòng trong chứa ½ nhị hoa và 2 nhị lép, rời; bộ nhụy gồm 3 lá noãn hợp bầu dưới.
B BtC K3:(2)C↓ C3:2r↓ A(3):2r↓+4r:10 G1↓ Vm8–10:246 - hoa thức của Tamarindus indica; có lá bắc và lá bắc con dạng cánh hoa; đài hoa đối xứng hai bên có 3 lá đài rời và 2 lá đài hợp có dạng cánh hoa; tràng hoa đối xứng hai bên có 3 lá tràng rời và 2 lá tràng tiêu giảm; bộ nhị gồm 2 vòng, vòng ngoài đối xứng hai bên có 3 nhị hợp và 2 nhị lép, vòng trong có 4 nhị lép rời và 1 nhị tiêu biến; bầu nhụy đối xứng hai bên có 1 lá noãn, 1 ô có 8-10 noãn, đính noãn bên.